# Epania scapularis
Epania scapularis là một loài bọ cánh cứng trong họ Cerambycidae.